# Bambi Northwood-Blyth
Stephanie "Bambi" Northwood-Blyth là một người mẫu thời trang người Úc.

## Sự nghiệp
Northwood-Blyth ký hợp đồng với Elite Model Management vào năm 2010, và ra mắt quốc tế tại buổi trình diễn Balenciaga S/S 2011. Cô cũng đã trình diễn cho Chanel, Rag & Bone, Balenciaga, Topshop và Diesel. Chiến dịch đầu tiên của cô là cho CK One của Calvin Klein.

## Đời tư
Northwood-Blyth đã kết hôn với nhà thiết kế Ksubi Dan Single. Cô mắc bệnh tiểu đường loại 1, cô được chẩn đoán ở tuổi 12.